# Walter Beresford Annesley
Walter Beresford Annesley (10. února 1861 – 7. července 1934) byl anglo-irský šlechtic a 7. hrabě Annesley.

## Život
Narodil se 10. února 1861 jako syn Williama Octaviuse Beresforda Annesleye, syna Williama Annesleye, 3. hraběte Annesley a jeho manželky Caroline Mears.
Dne 21. června 1893 se oženil s Maud Fleming Higginson s dcerou Haynese Binghama Higginsona. Spolu měli jedno dítě:
- Beresford Cecil Annesley, 8. hrabě Annesley (1894 – 1957)

Dne 6. listopadu 1914 zdědil titul hraběte Annesley.
Manželství se za nějakou dobu rozvedlo a dne 23. ledna 1924 se podruhé oženil a to za Mabel Frances Burnett, dceru Johna Burnetta.
Zemřel 7. července 1934 v The Homestead v hrabství Warwickshire.